# 広東式茶楼

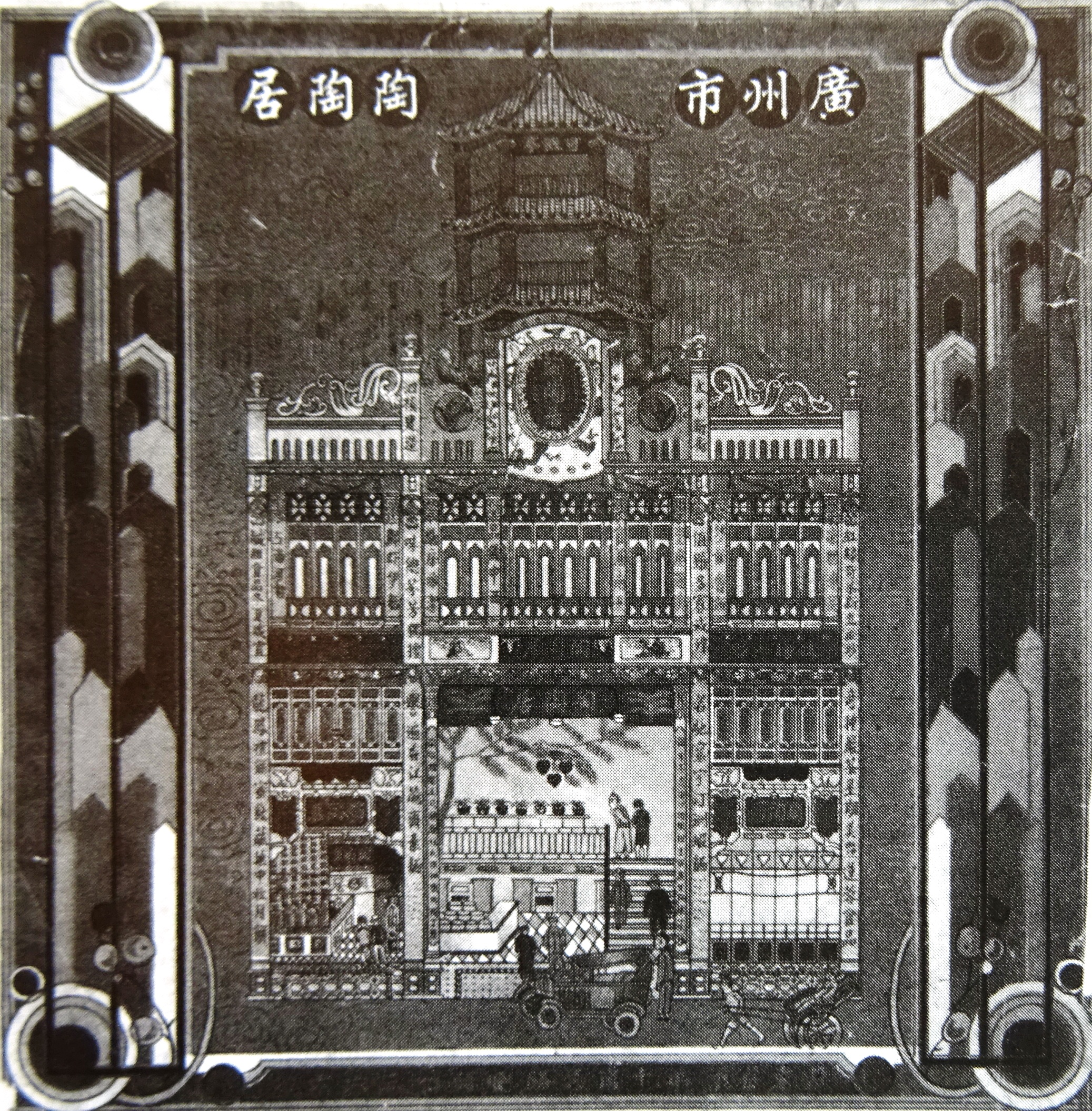
1930年代初頭、広州・陶陶居の広告

茶楼（ちゃろう、イェール式広東語: chàh láu、拼音: chálóu）は、広州を発祥とする広東式レストランの一形態。茶楼は主に飲茶と点心を食べる場所であり、その他のメニューの提供は無い。茶楼は古くは清朝以前には存在していたとされる。現存する著名な茶楼には、広州の栄華楼、陶陶居、蓮香楼や、澳門の提督街市そばにある龍華茶楼などがある。

## 歴史

### 広州

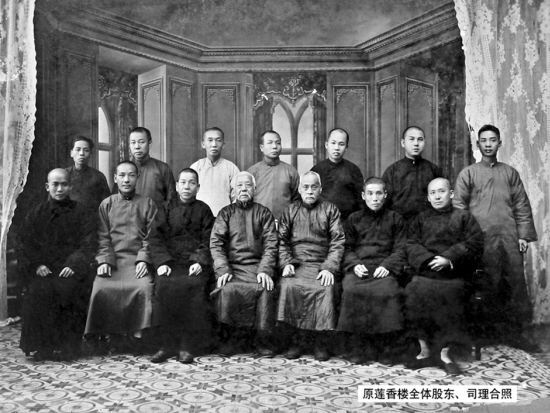
第十甫・蓮香楼の股東、司理の集合写真

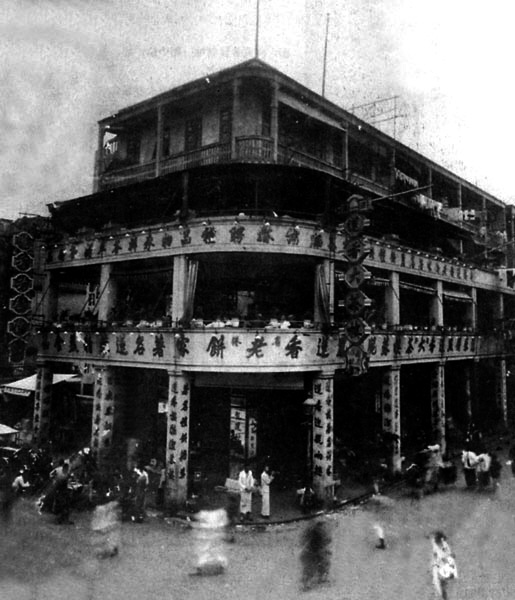
蓮香大茶楼（省港蓮香老餅家）の最初の店鋪（1920年代末）

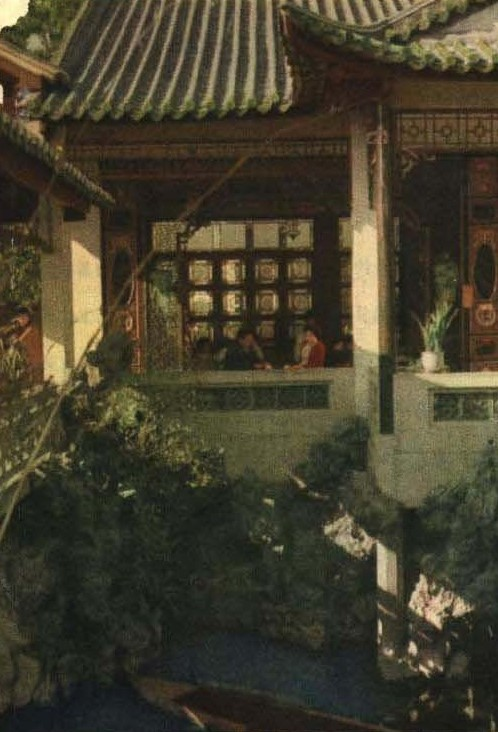
1962年の茶楼（広州）

広州では、清光緒年間中期に茶居が生まれたが、清末民初になると、仏山・七堡郷（石湾地区）の人が広州で3階建ての茶居を開き、茶楼と称した。広東人は茶楼に上がり飲茶をするようになり、これを上高楼（高楼に上る）と称した。
西関の茶楼は、広府茶楼の典型かつ模範と称される。広州近郊の四郷（珠江三角洲一帯の旧称）や香港、マカオの茶楼は、いずれも西関の茶楼を手本としてきた。現在でも、香港の老舗茶楼の中には、西関茶楼の面影を残しているものがある。
清末の西関における茶楼の構造は、現在見られるような二、三階建てのものではなく、青煉瓦と石の基礎で建てられ、西関大屋のような造りをしていた。正門には木製の扉と小さな通用門があり、内部には天井の吹き抜けや側室が設けられていたため、収容できる客の数には限りがあった。光緒年間に有名だった茶楼には、十一甫の頤苑、第二甫の栄珍居、第三甫の永安居、第五甫の五柳居などがあったが、いずれも日中戦争以前に姿を消した。
20世紀の1920年代になると、西関では新しい形式の茶楼が登場し、多くは二階建て、さらには三〜四階建ての「洋楼」だった。内部は「竹筒屋」式の構造で、奥行きがあり、例えば陶陶居のように、一部には吹き抜けも備えていた。通りに面した窓には満洲窓が使われており、風通しが良く明るかった。座席にはボックス席（中国語: 卡位）や個室が設けられ、上品で快適な空間が提供されていた。
民国14（1925）年、茶楼には曲芸茶座が増設された。当時、それぞれ特定の人々が集まる茶楼が存在していた：
芸人・女優は澄江や慶男に集まり、小鳥愛好者は太如で鳥のさえずりを楽しみ、囲碁愛好者は栄華に集まった。薬材や海産物を扱う商人たちは陸羽居に、古物商は祥珍に集まり、建設業者（三行）たちは巧心茶楼を訪れた。教師や公務員は漢民路（現在の北京路）の涎香楼に、北郊の農民は中華中路（現在の解放中路）四牌楼付近の茶楼に集まり、粤劇関係者は西関の陶陶居をたまり場としていた。
1945年、大規模な茶楼は競争力を維持するために、茶席に加えて宴会向けの料理や酒の提供も行うようになり、飲茶需要と飲食需要を統合した経営スタイルへと転換していった（酒楼）。
1949年以降、新政府は私営の飲食業を整頓・改革し、飲食店における売春や賭博の取り締まりを強化した。その影響で、大規模な酒家・茶楼は衰退し、経営環境は厳しくなった。多くの商人が資金を持って香港へ移り、飲食業は停滞状態に陥った。文化大革命の時期には、物資の供給が長期にわたって不足し、飲食業の営業範囲は縮小、酒楼や茶楼は「一茶二飯（茶と簡単な食事）」程度の営業となり、茶席の提供は一時中断された。しかし、改革開放が始まった1980年代中期以降、飲茶文化は再び盛んになり、酒楼や茶楼の茶席市場も再び活気を取り戻した。

### 香港

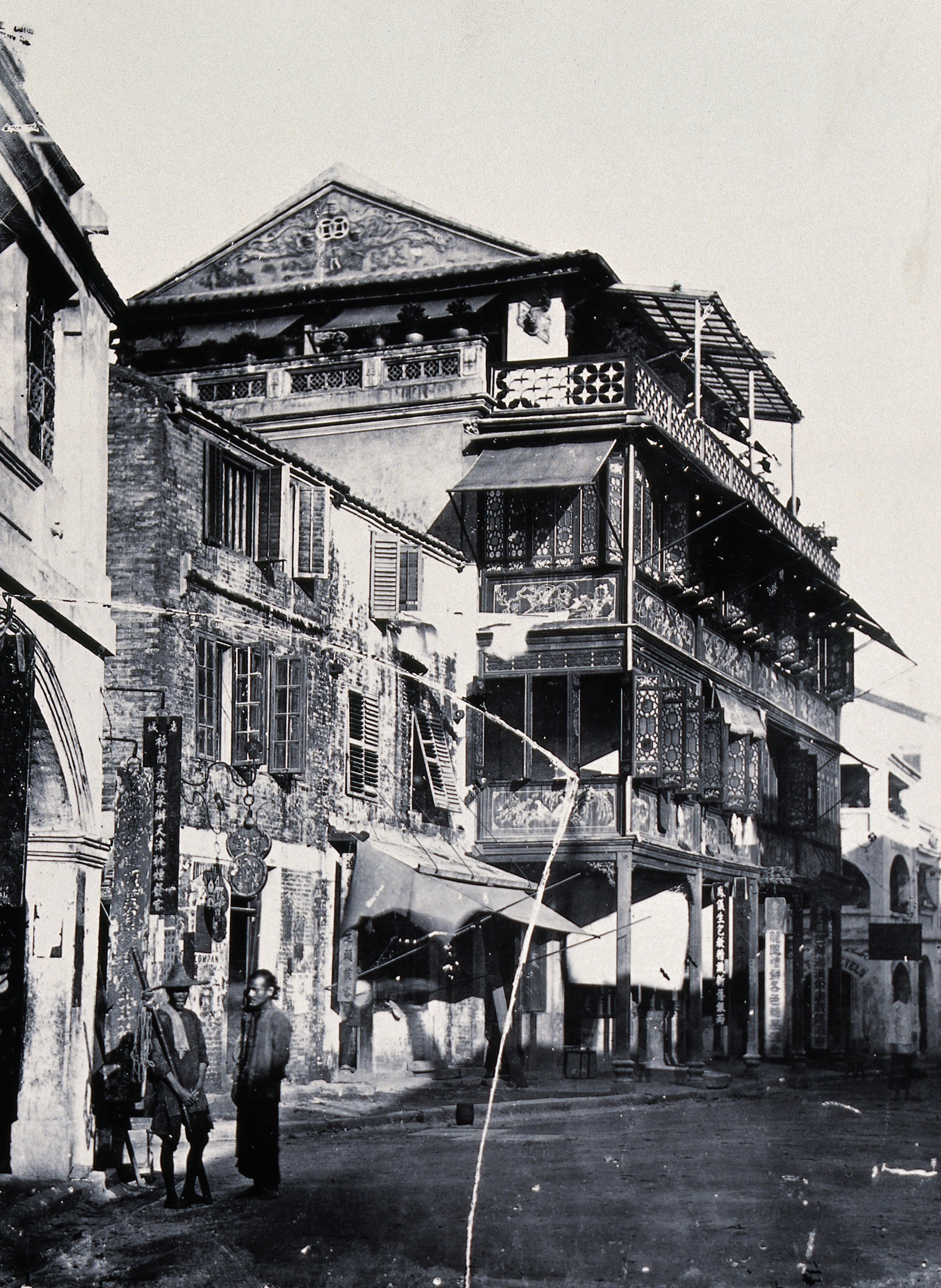
1869年、ジョン・トムソンが撮影した中環の杏花楼。杏花楼は香港最初期の茶楼で、1846年に威霊頓街に開業した。

香港開港初期、茶楼と酒楼は別々の業種として存在していた。まず茶楼が先に登場し、その後に酒楼ができた。茶楼が酒楼に先んじたのは、当時の商業がまだ発展しておらず、茶楼がまるで食堂のような役割を果たしていたためである。多くの給与所得者や商人たちは、茶楼で空腹を満たしていた。一方、酒楼は妓院と密接な関係があり、多くの酒楼が妓院の近くに開業していた。そこでは裕福な家の若旦那たちをもてなすため、酒席に妓女を呼んで接待する光景がよく見られた。
茶楼と酒楼が統合された背景には、1903年に上環の水坑口街にあった妓寨が大火で焼失したことがある。また、石塘咀の埋立てが完了したが、埋立地一帯は荒れ果てていた。香港総督サー・マシュー・ネイザンは水坑口の妓院を封鎖し、すべてを石塘咀に移転させるよう命じ、風俗産業を通じてこの地域を開発しようとした。皇后大道中や水坑口周辺の酒楼はこれに反対したが成功せず、多くの酒楼は閉業し、営業を続けていた酒楼は生計を立てるために茶市を兼営するようになった。杏花楼がその先駆けとなり、他の酒楼も次々とこれに続いた。こうして茶楼と酒楼は徐々に一体化していった。1935年には香港政庁が娼妓を禁止したことで、酒楼は茶市を兼営して経営を維持せざるを得なくなり、以後茶楼と酒楼の区別はなくなった。
第二次世界大戦前、香港の中環・上環地区には点心やお茶を提供する茶楼や二厘館が数多く存在していた。石塘咀から西環にかけての「三元楼」、「燕瓊林」、中環・上環の「冠南茶楼」、「三多茶楼」、「雲来茶楼」、「高陞大茶楼」、「平香茶楼」、「得男茶室」、「得雲大茶楼」、「蓮香楼」、「陸羽茶室」、湾仔の「龍門」などがその例である。茶楼の客はほぼ男性のみであったため、茶楼の名前には「多男」や「得男」といった、繁栄を意味する伝統的な思想が込められていた。初期の茶楼は楼座（上階席）と地庁（1階ホール）に分かれており、楼座の方が景色が良く、茶代（席料）は7厘なのに対して地庁は3.6厘であり、二厘館は2厘であった。1930年代から1940年代にかけて、茶楼の競争は激化し、夜間には歌壇を開設して粤曲の演奏が行われるようになった。歌壇を併設した茶楼は三十軒以上に達し、例えば如意、富隆、平春、添男、蓮香、高陞、九龍の大観などがあった。1938年に広州が陥落すると、小明星や徐柳仙といった著名な歌伶が香港での歌唱活動を始めた。1939年から1941年にかけて、小明星は蓮香や平安で、徐柳仙は高陞や添男で演唱するなど、著名な歌手が茶楼で常駐し無料で演唱を行った。1975年、学者の栄鴻は、地水南音の盲目の師匠である杜煥を招き、上環の水坑口にある富隆茶楼で3ヶ月間の演唱と録音を行い、40時間以上のライブ録音を残した。現在、香港には粤劇茶座を設けた茶楼は存在しないが、澳門の十月初五街にある大龍鳳茶楼では曲藝茶座が設置されており、広州の栄華楼は2015年に粤劇曲藝粤楽の演奏を再開した。

### 北米
北米のサンフランシスコ、ニューヨーク、トロント、モントリオールなどの華人が多く集まる都市には、香港式茶楼が存在している。

## 特徴

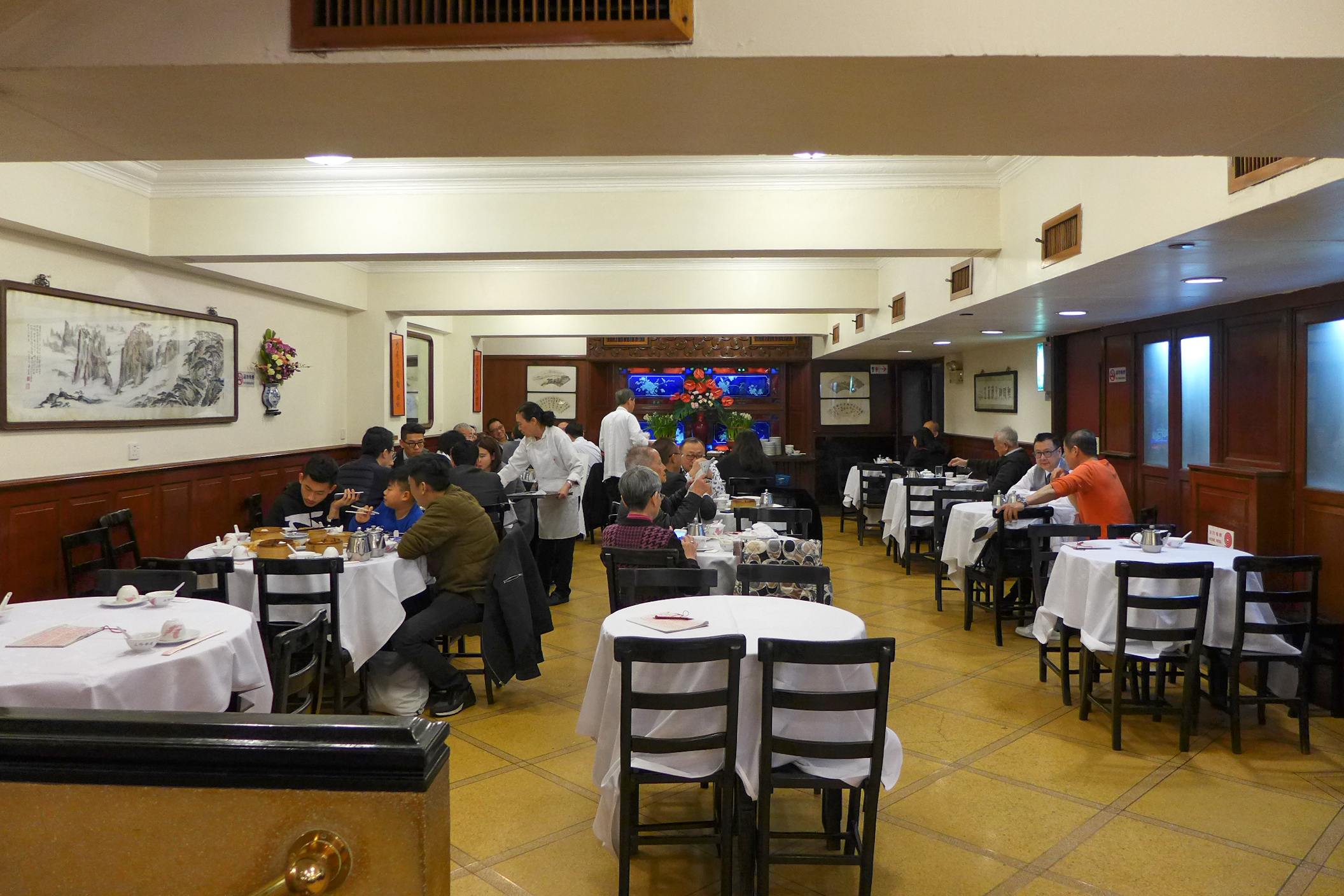
陸羽茶室

20世紀初期より、酒楼は茶楼の業務を兼営するようになり、一方で点心のみを提供する純粋な茶楼は次第に淘汰されていった。例えば、香港中環の陸羽茶室はその一例である。
茶居には「起午更」という言い方がある。これは、香港の初期において、茶居の点心師傅が午前5時30分頃の開店に対応するため、大規模な茶居では午前4時30分頃から点心の準備を行っていたことに由来する。
茶客が茶楼でお茶を楽しむ際にも、「一盅両件」という表現がある。「一盅」は蓋椀のお茶1つ、「両件」は蒸籠2つ分の点心を指す。これは、客が早茶を楽しむ際、茶を1つ、点心を2つ注文し、そして新聞とともに、ゆったりとした穏やかな朝のひとときを過ごす様子を表している。
広東式茶楼で提供されるお茶は、鉄観音、普洱茶、花茶、菊花茶が主流である。典型的な点心としては、豉汁鳳爪、香芋排骨、蝦餃、乾蒸焼売、腸粉、各種の粥類などがある。
現在の広東式茶楼における注文方式は主に二種類ある。一つは、座席で注文し、店員が料理を運ぶ方式であり、一般的なレストランの注文方法と変わらない。もう一つは、茶客が注文票を持ち、点心や蒸し物が並ぶカウンターへ行き、気に入った点心を選んで店員に注文票へスタンプを押してもらい、点心を受け取る方式である。このセルフサービス形式の注文方法は広東式茶楼の特徴の一つである。茶楼では、点心を価格ごとに「超点」「頂点」「特点」「大点」「中点」「小点」などのカテゴリーに分類して提供している。

### 広東式点心
蝦餃、焼売、糯米鶏、腸粉、魷魚須、叉焼包、芋頭糕、皮蛋瘦肉粥、腐皮卷、猪肚、牛肚など。

## 新型コロナウイルスの流行
2021年5月より、広州市でCOVID-19のクラスター感染が発生した。最初の感染者である74歳の女性患者が複数の茶楼で飲茶をしていたことが判明し、彼女の家族や茶楼の茶客、従業員に感染が広がり、多くの感染者が確認された。このクラスター感染は、メディアによって「早茶クラスター（飲早茶群組）」と呼ばれた。